# Giuseppe Quintavalle
Giuseppe Quintavalle (XIX secolo – XIX secolo) è stato un medico e patriota italiano.

## Biografia
Amico del patriota e medico Achille Sacchi, vicino ai Martiri di Belfiore, partecipò ai moti rivoluzionari del 1850 e venne condannato a morte dal consiglio di guerra austriaco il 13 novembre 1852. La pena venne commutata in otto anni di carcere duro.